# 20585 Wentworth
20585 Wentworth è un asteroide della fascia principale. Scoperto nel 1999, presenta un'orbita caratterizzata da un semiasse maggiore pari a 2,2186145 UA e da un'eccentricità di 0,0425537, inclinata di 5,96226° rispetto all'eclittica.